# 獨行俠 (2013年電影)
《獨行俠》（英語：The Lone Ranger）是一部2013年上映的美國西部動作片。

## 劇情
卡曼契族的戰士汤头Tonto（強尼·戴普飾），述說當年John Reid（即「獨行俠」，艾米·漢莫飾）如何由一個守法的检察官變成一個象徵公義的傳奇人物。二人必須學習如何合作和跟貪污和貪婪戰鬥。

## 演員
| 演員               | 角色                |
| 艾米·漢莫          | 獨行俠（John Reid） |
| 強尼·戴普          | 湯頭                |
| 威廉·菲德內爾      | Butch Cavendish     |
| 露絲·威爾遜        | Rebecca Reid        |
| 巴里·佩珀          | Jay Fuller          |
| 詹姆斯·貝吉·戴爾   | Dan Reid            |
| 湯·韋堅遜          | Latham Cole         |
| 海倫娜·寶咸·卡塔爾 | Red                 |
| Mason Cook         | Will                |

## 製作

### 哥倫比亞電影公司
在2002年3月，哥倫比亞電影公司宣佈他們打算跟當時擁有電影製作版權的Classic Media合作製作一齣《獨行俠》電影。夫妻製片組合道格拉斯·威克（Douglas Wick）和露西·費舍爾（Lucy Fisher）參加了此項目。電影的氛圍會跟《佐罗的面具》相似。哥倫比亞建議將湯頭重新創作為一個女主角。項目預算為七千萬美元。2003年5月，大衛·皮普爾斯（David Peoples）和珍妮特·皮普爾斯（Janet Peoples）受聘撰寫劇本。在2005年1月，皮普爾斯夫妻的劇本被萊塔·卡洛格里迪斯（Laeta Kalogridis）重寫，並且會由喬納森·莫斯托（Jonathan Mostow）執導。

### 謝利·畢咸瑪電影公司和華特迪士尼影業
《獨行俠》的發展工作長期沒有進展，直到2007年1月，溫斯坦影業有興趣從Classic Media手中購入電影版權。不過，交易失敗，最後Entertainment Rights以期權方式收購了此產業。到了2007年5月，製片商謝利·畢咸瑪（和Entertainment Rights）安排由華特迪士尼影業製作及發行《獨行俠》。曾經在加勒比海盜時跟畢咸瑪和迪士尼合作過的泰德·艾略特（Ted Elliott）和泰瑞·羅西奧（Terry Rossio）成為撰寫劇本的考慮人選。2008年3月下旬，二人已經進入了達成協議的最後階段。之後迪士尼在2008年9月宣佈尊尼·特普會飾演湯頭。
艾略特和羅西奧的劇本有超自然的氛圍，之後它被賈斯汀·海德（Justin Haythe）改寫。2009年5月，當時正在為畢咸瑪和迪士尼導演《波斯王子：超時空之戰》的邁克·內威爾，加入《獨行俠》的導演合約談判。不過，畢咸瑪在之後的六月表示他想等到內威爾完成了《波斯王子：超時空之戰》和尊尼·特普完成了《加勒比海盜4》之後才決定導演人選。畢咸瑪說：「 《加勒比海盜4》肯定是首要的事情。他們將會在找到了導演和獲得迪士尼的首肯之後決定角色人選。我們仍然未有導演。」2010年9月，高爾·韋賓斯基獲聘為導演。拍攝將會在尊尼·特普完成了《怪誕黑家族》之後展開。演員艾米·漢莫將會飾演獨行俠。

### 打擊
2011年8月12日迪士尼宣佈由於預算問題，《獨行俠》的拍攝工作將會延期。同年8月15日，《獨行俠》受預算及另外一部西部電影《牛仔和外星人》的差勁票房影響而被無限期擱置。
10月，迪士尼在回答電影的製作問題時，確認電影在調整預算之後已經重回軌道，令迪士尼有機會達到收支平衡。報導稱拍攝工作會在2012年2月開始，暫定2013年5月13日上畫。

### 拍攝
拍攝於2012年3月展開。3月8日，發放艾米·漢莫和尊尼·特普的首張劇照。
電影確認聘用攝影師包詹·巴西里（Bojan Bazelli）。韋賓斯基和巴西里曾經在2002年的驚嚇電影《七夜冤靈》合作。
2012年9月21日，電影拍攝出現致命意外，一名劇組的潛水員在洛杉磯片場的水槽內工作時突然心臟病發，溺水的他立即被送往醫院急救，惟最後宣告不治。

## 宣传
2012年10月3日推出首條電影預告片。
首映禮於6月22日在迪士尼加州冒險樂園舉行，紅地毯門券索價約1,000美元，收入用作支援印第安人學生。尊尼特普在2013年6月21日現身於美國俄克拉荷馬州舉行的首映禮，翌日他與另一位男主角艾米·漢莫出席於加州迪士尼舉行的首映禮。

## 评价
影片收获了大多负面评价，烂番茄好评率24%、metacritic上得分37分。美國观众认为它只是一个西部版的《加勒比海盗》而已，约翰尼·德普老套的表演令人倒尽胃口。但隨後在全球上映後，國外觀眾的反應普遍較佳，對於本片的評鑑也轉趨好評。
尊尼特普受訪時直斥票房不理想是影評人的錯，他相信影評人於電影發布前7至8個月已寫好評論。
明報的石琪給予三星（最高五星），他說：「風格不統一，西部實感與魔幻特技不能融合成功，顯得冗長混亂了。」
香港爽報的尋真給予兩個讚（最高五個），他說：「電影過於冗長、節奏溫吞緩慢、敍事欠技巧，均是未有作取捨的貪心之過。」
香港爽報的張居給予三個讚（最高五個），他說：「《獨》只想複製舊有成功，情節推進也緩慢，令片長拖至150分鐘，失去高潮。
頭條日報的邋遢死‧陳說：「要花上150分鐘去了解美國歷史，實在抵受不了，1個小時多些，已足夠。」
美國導演昆頓·塔倫天奴選出今年十大心水電影，《獨行俠》亦有入選。

## 票房
美国
美国首日获得960万美元。《獨行俠》在2013年7月3日於美國國慶前夕開畫，迎戰另一老幼咸宜作品《壞蛋獎門人2》，結果慘敗在後者手下，截至7月5日，《獨行俠》三日共收3016萬美元，《壞蛋獎門人2》則有8900萬美元。據Hollywood Reporter報道，成本估計高達2.5億美元的《獨行俠》，更是今年夏天繼韋史密夫的《末日1000年》及查尼·泰坦主演的《白宮末日》後，另一蝕本大片。
迪士尼在2013年8月6日公佈第3季（4-6月）財務報告，當中《獨行俠》宣傳成本過高拖累收益。展望秋季（7-9月），預估《獨行俠》恐虧損1.6億-1.9億美元。迪士尼主席兼行政總裁罗伯特·艾格承認，耗巨資拍電影存在風險，惟他認為值得。1.9亿美元的亏损令其成为2013年美国电影亏损排行榜第一名。
 香港
香港上映共18天，票房只有港幣$8,511,344。

## 奖项
| 頒獎典禮           | 獎項                     | 名字                                                     | 結果 |
| ------------------ | ------------------------ | -------------------------------------------------------- | ---- |
| 第86屆奥斯卡金像奖 | 最佳视觉效果             | Tim Alexander Gary Brozenich Edson Williams John Frazier | 提名 |
| 第86屆奥斯卡金像奖 | 最佳造型设计             | Joel Harlow Gloria Pasqua-Casny                          | 提名 |
| 第34屆最佳电影     | 最佳重拍、外传或续集电影 |                                                          | 獲獎 |

## 備註
1. ↑  因個人日程計畫安排與電影之預計上映日期衝突，而退出配樂作曲事宜。

## 外部連結
- 互联网电影数据库（IMDb）上《The Lone Ranger (2013)》的资料（英文）
- AllMovie上《獨行俠》的资料（英文）
- 爛番茄上《獨行俠》的資料（英文）
- Metacritic上《獨行俠》的資料（英文）
- Box Office Mojo上《獨行俠》的資料（英文）
- 開眼電影網上《獨行俠》的資料（繁體中文）
- 时光网上《獨行俠》的資料（简体中文）
- 豆瓣电影上《獨行俠》的資料 （简体中文）